# Henk Vogels
Henk Vogels, född 19 juni 1964, är en holländsk bågskytt. Han deltog vid olympiska sommarspelen 1992 och 2000.